# Urside (astronomie)
Ursidele sunt o  ploaie de meteori vizibilă pe cerul nocturn, în fiecare an, între 17 și 26 decembrie. Radiantul acestei ploi meteorice se află în apropierea stelei Beta Ursae Minoris / Kochab, din constelația Ursa Mică. Este izvorâtă din urmele trecerii cometei 8P/Tuttle. 

## Etimologie
Cuvântul Urside este derivat din cuvântul din latină, ŭrsus, „urs”). Întrucât dârele ploii meteorice par să provină din constelația Ursa Mică, mai precis radiantul fiind aproape de steaua Kochab, numele acestei ploi de meteori a devenit „Urside”.

## Istoric
Reperate în 1916 de către astronomul britanic William Frederick Denning, Ursidele au fost recunoscute de comunitatea astronomilor în 1945.

## Descriere
Această ploaie de meteori formează dâre mai mult sau mai puțin vizibile pe cerul de iarnă. Când Pământul taie orbita cometei, el întâlnește dâre de praf lăsat de trecerea ei. Observabilă din 17 până în 26 decembrie, această ploaie meteorică are Rata Orară Zenitală (ZHR) de 10 meteori pe oră, dar poate atinge o intensitate de 50 de meteori pe oră la 22 decembrie. Meteorii au o viteză de circa 33 km pe secundă.